# Satoshi Tokizawa
Satoshi Tokizawa (født 31. juli 1985) er en japansk fodboldspiller, som spiller for den japanske fodboldklub Thespakusatsu Gunma.